# Wolfgang Hannibal von Schrattenbach
Wolfgang Hannibal von Schrattenbach (Lemberg, 12 settembre 1660 – Brno, 22 luglio 1738) è stato un cardinale austriaco.
Fu principe-vescovo di Olomouc e Viceré di Napoli.

## Biografia

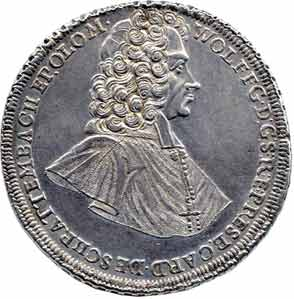
Wolfgang Hannibal von Schrattenbach in una moneta del 1721

Wolfgang Hannibal von Schrattenbach discendeva dalla nobile famiglia comitale degli Schrattenbach di Franconia, che dal XV secolo si era stabilita nella Marca di Stiria. Egli era il figlio maggiore di Johann Balthasar von Schrattenbach e di Anna Elizabeth von Wagensberg, i quali lo avviarono alla carriera religiosa. Alla sua stessa famiglia appartenne anche l'arcivescovo di Salisburgo Sigmund III von Schrattenbach, il quale ebbe al suo servizio Mozart quale musicista di corte. Dal 1677 al 1683 studiò come alunno del "Collegium Germanicum" di Roma, dove acquisì i titoli di Dottore i Teologia e Filosofia. Dal 1682 divenne canonico delle cattedrali di Olomouc e Salisburgo e ottenne la propria consacrazione nel 1688, divenendo l'anno successivo decano della Cattedrale di Salisburgo.
Il capitolo della cattedrale di Olomouc scelse Wolfgang Hannibal von Schrattenbach quale vescovo successore il 15 settembre 1711, alla morte del vescovo Carlo Giuseppe di Lorena, il quale aveva sempre recato poca importanza alla diocesi di Olomouc da quando era divenuto anche arcivescovo di Treviri. La conferma papale di Clemente XI gli pervenne il 23 novembre di quello stesso anno, quando poté insediarsi ufficialmente. Su suggerimento dell'imperatore Carlo VI, il pontefice lo creò cardinale il 18 maggio 1712 con il titolo di San Marcello.
Nel 1713 nominò l'Imperatore (dopo la Pace di Utrecht) "Conprotektor" della nazione tedesca. Nel ruolo di inviato imperiale nel 1714 venne inviato a Roma, dove conobbe l'architetto forlivese Giuseppe Merenda; venne nominato nel 1719 viceré di Napoli, che per la Guerra di successione spagnola era divenuta possedimento austriaco. Nel 1721 partecipò al conclave che portò all'elezione di Innocenzo XIII e nel 1722 ritornò al governo della propria diocesi dopo sette anni di assenza.
Nel 1723 partecipò all'incoronazione di Carlo VI a re di Boemia.
Alla sua morte, il 22 luglio 1738, venne sepolto per sua volontà a Kroměříž nella cappella di San Maurizio, che egli stesso aveva fatto costruire.

## Genealogia episcopale e successione apostolica
La genealogia episcopale è:
- Cardinale Scipione Rebiba
- Cardinale Giulio Antonio Santori
- Cardinale Girolamo Bernerio, O.P.
- Vescovo Claudio Rangoni
- Arcivescovo Wawrzyniec Gembicki
- Arcivescovo Jan Wężyk
- Vescovo Piotr Gembicki
- Vescovo Jan Gembicki
- Vescovo Bonawentura Madalinski
- Vescovo Jan (Kazimierz) Małachowski
- Arcivescovo Stanislaw Szembek
- Vescovo Franz Julian von Braida
- Cardinale Wolfgang Hannibal von Schrattenbach

La successione apostolica è:
- Vescovo Otto Honorius von Egkh und Hungersbach (1739)

## Stemma
| Immagine | Blasonatura                                                     |
| -------- | --------------------------------------------------------------- |
| \| \|    | Wolfgang Hannibal von Schrattenbach Principe-vescovo di Olomouc |
|          |                                                                 |